# 3e division de la Garde (Empire allemand)
Pour les articles homonymes, voir 3e division.
La 3e division de la Garde (3. Garde-Division en allemand) est une unité de la Garde prussienne. Elle est créée le 2 août 1914 au déclenchement de la Première Guerre mondiale, elle est intégrée au corps de réserve de la Garde. La 3e division de la garde commence la guerre sur le front de l'ouest, mais à la fin du mois d'août le corps d'armée de réserve de la Garde est transféré sur le front de l'est. La division participe aux batailles des lacs de Mazurie, de Łódź durant l'année 1914 et à l'offensive de Gorlice-Tarnów au cours de l'été 1915.
La 3e division de la Garde est ensuite transférée sur le front de l'ouest, elle combat durant la bataille de la Somme, notamment lors de la bataille du bois Delville. Elle participe ensuite aux principales sur le front tenu par les troupes anglaises en 1917. En 1918, elle fait partie des troupes d'attaque lors des offensives allemandes de printemps, elle prend ensuite part aux combats défensifs lors du repli allemand. En janvier 1919, la 3e division de la Garde est dissoute.

## Composition

### Composition à la mobilisation
- 5e brigade d'infanterie de la Garde (Berlin - Spandau)

5e régiment à pied de la Garde (de) (Spandau)
5e régiment de grenadiers de la Garde (Spandau)
- 6e brigade d'infanterie de la Garde (Berlin)

régiment de fusiliers de la Garde (Berlin)
régiment d'instruction d'infanterie de la Garde (Potsdam)
- régiment de réserve des uhlans de la Garde (Berlin)
- 3e brigade d'artillerie de campagne de la Garde (Berlin)

5e régiment d'artillerie de campagne de la Garde (Sprottau, Sagan)
6e régiment d'artillerie de campagne de la Garde (Breslau)
1er compagnie du 28e bataillon de pionniers

### 1916
La 3e division change d'organisation en mai 1915, elle abandonne une organisation à quatre régiments d'infanterie et deux brigade pour une organisation à une seule brigade de trois régiments.
- 6e brigade d'infanterie de la Garde

régiment des fusiliers de la Garde
régiment d'instruction d'infanterie de la Garde
9e régiment de grenadiers
- régiment de réserve des uhlans de la Garde
- 3e brigade d'artillerie de campagne de la Garde

5e régiment d'artillerie de campagne de la Garde
6e régiment d'artillerie de campagne de la Garde

### 1917
- 6e brigade d'infanterie de la Garde

régiment des fusiliers de la Garde
régiment d'instruction d'infanterie de la Garde
9e régiment de grenadiers
- Cavalerie :

3e escadron du régiment de réserve des uhlans de la Garde
1er escadron du 2e régiment de dragons de la Garde
- 3e brigade d'artillerie de campagne de la Garde

5e régiment d'artillerie de campagne de la Garde

### 1918
- 6e brigade d'infanterie de la Garde

régiment des fusiliers de la Garde
régiment d'instruction d'infanterie de la Garde
9e régiment de grenadiers
- Cavalerie :

1er escadron du 2e régiment de dragons de la Garde
- 3e brigade d'artillerie de campagne de la Garde

5e régiment d'artillerie de campagne de la Garde
1re et 3e batteries du 2e régiment d'artillerie à pied de la Garde

## Historique

### Première Guerre mondiale
La 3e division de la Garde est créée en août 1914, elle est intégrée au corps de réserve de la Garde.

#### 1914
- 2 - 26 août : la division est sur le front ouest et pénètre en Belgique.

20 août : bataille de Hingeon.
22 - 25 août : engagé dans la bataille de Charleroi, elle participe à la prise de Namur.
26 août : retrait du front.
- 27 août - 4 septembre : transport par V.F. sur le front de l'est en Silésie puis en province de Prusse-Orientale et mise en réserve par l'OHL.
- 5 - 15 septembre : engagée dans la 1re Bataille des lacs de Mazurie
- 28 septembre - 30 octobre : engagée dans la bataille de la Vistule

28 septembre : combat à Jędrzejów
30 septembre : combat à Kielce
1er octobre : combat à Bzin
4 - 5 octobre : combat à Opatów et Radom
9 - 20 octobre : engagée dans la bataille d'Iwangorod
22 - 28 octobre : combat le long de la Pilica
- 16 novembre - 15 décembre : engagé dans la bataille de Łódź, au cours de la bataille la division est finalement contrainte au repli afin d'éviter une tentative d'enveloppement des troupes russes.
- 18 décembre 1914 - 10 janvier : combat entre la Rawka et la Bzoura

#### 1915
- 10 - 18 janvier : retrait et mise en réserve de l'OHL. La 3e division de la Garde est démembrée, la 5e brigade est stationnée en Prusse Orientale, la 6e brigade est transférée dans les Carpates et tient un secteur dans les Bieszczady. La 6e brigade, renforcée en mars par 9e régiment de grenadiers, devient la 3e division de la Garde.
- 18 - 29 janvier : transfert dans les Carpates.
- 31 janvier : combat à Smorze (pl).
- 3 février : combat à Annaberg (en).
- 4 février - 9 avril : engagé dans la bataille de Zwinin.

le 9 prise du mont Zwinin.
- 10 avril - 12 mai : combat à Zawadka et à Koziowa.
- 12 - 17 mai : la division tient un secteur dans les Carpates.
- 18 mai - 5 septembre : déplacée en Galicie, la division est engagée dans l'offensive de Gorlice-Tarnów

18 mai - 3 juin : combat dans le secteur de Stryï
10 - 22 juin : bataille de Zydaczow
23 - 27 juin : franchissement du Dniestr
27 - 29 juin : engagée dans la bataille de la Gnila Lipa
30 juin - 26 août : division tient un secteur entre la Gnila Lipa et la Zolota Lypa
27 août : franchissement de la Zolota Lypa
28 août - 5 septembre : la division atteint le secteur de la Siret
- 6 - 16 septembre : engagée dans la bataille de Ternopol
- 17 septembre - 5 novembre : la division est positionnée dans l'est de la Galicie
- 6 novembre 1915 - 12 avril 1916 : la division tient un secteur entre la Strypa et Wosuzka et Sereth

#### 1916
- 12 - 16 avril : retrait du front et transfert par V.F. sur le front de l'ouest, en réserve de l'OHL.
- 28 avril - 4 juin : occupation d'un secteur sur le front de Champagne, pas d'engagements sérieux durant cette période.
- 5 juin - 1er juillet : retrait du front, mouvement vers Valenciennes ; repos, à la disposition de la VIe armée.
- 1er - 22 juillet : engagé dans la bataille de la Somme, dans le secteur de Thiepval, puis dans le secteur du bois Delville à partir du 16 juillet[n 1].
- 22 juillet - 1er septembre : retrait du front et mouvement dans la région de l'Yser dans le secteur de Dixmude.
- 1er - 5 septembre : retrait du front et transport par V.F. sur le front de l'est en Galicie en passant par Liège, Cologne, Leipzig, Dresde, Cracovie, Przemyśl.
- 5 septembre - 20 novembre : présent sur le front de Galicie.

5 - 8 septembre : engagé dans la première bataille sur la Narayivka et la Zolota Lypa.
9 septembre - 20 novembre : occupation et organisation d'un secteur entre la Narayivka, la Zolota Lypa et la Ceniowska.
- 20 - 24 novembre : retrait du front et mouvement par V.F. sur le front de l'ouest par Lemberg, Jarosław, Görlitz, Dresde, Chemnitz, Nuremberg, Heilbronn, Strasbourg, Mulhouse, Rheinweiler.
- 24 novembre 1916 - 3 avril 1917 : occupation d'un secteur à la forêt de Parroy sur le front de Lorraine.
- 3 - 10 avril : retrait du front mouvement vers Metz, puis la division est transféré sur Cambrai en passant par Montmédy, Sedan et Charleville.

#### 1917
- 11 avril - 22 juin : placé dans la région de l'Artois.

11 avril - 20 mai : engagé dans la bataille d'Arras, participe aux contre-attaques pour récupérer le terrain abandonné aux troupes britanniques.
20 mai : retrait du front et mouvement dans la région de Cambrai ; repos. À partir du 1er juin, occupation d'un secteur Pronville, Inchy-en-Artois.
- 22 juin - 31 juillet : retrait du front ; mise en réserve dans le secteur de Bruges. Le 9 juillet, mouvement dans la région de Torhout puis repos.
- 31 juillet - 5 août : engagé dans la bataille de Passchendaele, la division subit lourdes pertes[n 2] lors de sa montée en ligne en relève de la 23e division de réserve.
- 5 - 9 août : retrait du front et transport par V.F. en Alsace.
- 9 août - 2 octobre : repos ; puis à partir du 1er septembre occupation d'un secteur du front dans la région d'Altkirch.
- 3 octobre - 6 novembre : retrait du front, puis transfert par V.F. dans la région des Flandres, engagé à nouveau à la bataille de Passchendaele, occupation d'un secteur à Zonnebeke.
- 6 - 22 novembre : retrait du front, la division est placée en surveillance de la frontière entre la Belgique et la Hollande.
- 22 novembre 1917 - 12 février 1918 : engagé le 22 novembre dans la bataille de Cambrai dans le secteur du bois de Bourlon. À partir du mois de décembre, la division est déplacée et occupe un secteur dans le sud de Valenciennes. Elle revient en première ligne dans le sud ouest de Cambrai et relève la 21e division de réserve.
- 12 février 1918 : retrait du front, relève par la 119e division.

#### 1918
- 12 février - 19 mars : repos et instruction dans la région d'Hem-Lenglet au nord de Cambrai.
- 19 mars - 18 avril : mouvement sur le front de la Somme, occupation d'un secteur entre Inchy-en-Artois et Pronville. À partir du 21 mars, engagée dans l'offensive du printemps, combats très violents à Beaumetz. La division est transférée en seconde ligne le 24 mars.

26 mars - 3 avril : à nouveau en première ligne, la division combat à Bucquoy et Hébuterne.
4 - 18 avril : retrait du front et repos.
- 18 avril - 5 mai : déplacement par V.F. dans région de la Lys, au nord-est d'Estaires. Engagée dans la bataille de la Lys. La division tient le secteur nord de Kemmel à partir du 30 avril.
- 5 - 12 mai : retrait du front, repos dans la région d'Halluin.
- 12 mai - 24 juin : mouvement par V.F. sur le front de Lorraine, en passant par Namur, Trèves, Sarrebruck, Sarreguemines. le 18 mai, relève de la 202e division dans la région de Château-Salins. Lors de son séjour sur ce secteur calme, la division est reconstituée.
- 24 juin - 1er juillet : retrait du front et mouvement par étape dans la région de Rozay-sur-Lene et de Hannogne.
- 1er juillet - 26 septembre : occupation d'un secteur à l'est de Reims dans la région des Monts de Champagne. Engagée à partir du 15 juillet dans la quatrième bataille de Champagne, elle subit de fortes pertes durant les combats. Fin juillet, la division est placée en seconde ligne et reçoit des renforts en provenance de Russie et de Roumanie.

15 août - 26 septembre : retour en première ligne dans la région de Saint-Hilaire-le-Grand. La division est envoyée dans la région de Laon, puis dans la région de Machault.
- 26 septembre - 26 octobre : la division est engagé entre Somme-Py et la Marne, combat à Orfeuil[n 3]. La division participe aux combats d'arrière-garde et couvre la retraite en combattant entre Machault et Vouziers.

8 octobre : la division est déplacée par camions à Romagne. Après quatre jours passés en réserve de l'armée, la division est engagée lors de la bataille de Champagne et d'Argonne contre la 1re armée américaine.
17 - 26 octobre : la division est relevée et placée au repos.
- 26 octobre - 11 novembre : la division combat successivement sur la ligne Aisne - Aire, puis Aisne - Meuse. Elle est identifiée le 26 octobre à Attigny, puis à Mézières le 7 novembre. À partir du 12 novembre, la division est transférée en Allemagne où elle est dissoute.

## Chefs de corps
| Grade                        | Nom                                    | Date                               |
| ---------------------------- | -------------------------------------- | ---------------------------------- |
| Generalleutnant              | Henning von Bonin                      | 2 août - 18 octobre 1914           |
| Generalleutnant              | Karl Litzmann                          | 18 octobre - 23 décembre 1914      |
| General der Kavallerie       | Wolf Rudolf Marschall von Altengottern | 24 décembre 1914 - 16 février 1915 |
| Generalmajor                 | Friedrich von Friedeburg (de)          | 17 février - 29 juin 1915          |
| Generalmajor/Generalleutnant | Arthur von Lindequist                  | 30 juin 1915 - 7 février 1918      |
| Generalmajor                 | Dietrich von Roeder                    | 8 février 1918 - 1er janvier 1919  |